# مايكل هاوسر
مايكل هاوسر (بالإنجليزية: Michael Houser)‏ هو لاعب هوكي الجليد أمريكي، ولد في 13 سبتمبر 1992 في يونغزتاون في الولايات المتحدة.

## وصلات خارجية
- مايكل هاوسر على موقع دوري الهوكي الوطني (الإنجليزية)
- مايكل هاوسر على موقع EliteProspects.com (الإنجليزية)
- مايكل هاوسر على موقع HockeyDB.com (الإنجليزية)
- مايكل هاوسر على موقع Hockey-Reference.com (الإنجليزية)